# Edward Frederic Benson
Pour les articles homonymes, voir Benson.
Œuvres principales
- La Chambre dans la tour (1912)
- Queen Lucia (1920)

Edward Frederic Benson (Wokingham, Berkshire, 24 juillet 1867 - Londres, 29 février 1940) est un romancier, biographe, mémorialiste et auteur britannique de nouvelles fantastiques et romans policiers, plus souvent désigné comme E. F. Benson.

## Biographie

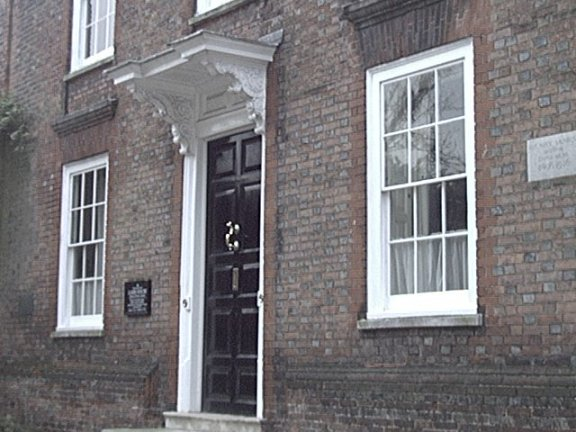
Lamb House, la maison d'E. F. Benson qui servit de modèle à "Mallards", la maison de Miss Mapp.

Edward Frederic Benson est le fils de Edward White Benson (1829-1896), archevêque de Cantorbéry, et de sa femme, Mary Sidgwick, sœur du philosophe Henry Sidgwick.
Il appartient à une fratrie de six enfants, dont :
- Arthur Christopher Benson (1862-1925), auteur des paroles de l'hymne Land of Hope and Glory sur une musique d'Edward Elgar, et directeur de Magdalene College (Cambridge)
- Margaret Benson (1865-1916), auteur et égyptologue amateur
- Robert Hugh Benson (1871-1914), proche du mouvement d'Oxford, converti au catholicisme et romancier

Il fait ses études au Marlborough College, où l'écriture et l'archéologie sont ses centres d'intérêt. Cette période de sa vie lui inspire plus tard son roman David Blaize (1916), où se devine en filigrane un certain érotisme homosexuel. Car, bien qu'il n'en ait jamais fait état publiquement - ce qui se comprend eu égard aux lois répressives en vigueur dans l'Angleterre de son temps - il semble aujourd'hui plus que certain que Benson était homosexuel. Or, loin du cliché de l'homme efféminé, Benson est un athlète accompli. Il pratique le patinage artistique de haut niveau, ce qui lui permet de représenter son pays dans des compétitions internationales. Il est également un fait que Benson aime la compagnie des hommes virils et que plusieurs de ses amis sont des homosexuels. Ainsi, pendant quelques années, il partage avec John Ellingham Brooks, un homosexuel notoire, une villa d'été à Capri, île italienne qui, avant la Première Guerre mondiale, attire les jeunes hommes gay de toute l'Europe.
En 1893, le considérable succès rencontré par son premier roman, Dodo: A Detail of the Day, le décide à embrasser la carrière littéraire.
À partir de 1918, et pour une longue période de sa vie, Benson habite Lamb House, l'ancienne maison de Henry James, sise dans le village de Rye, Sussex de l'Est. Il devient d'ailleurs le maire de cette localité en 1934.
Il meurt d'un cancer de la gorge en 1940, à l'University College Hospital de Londres.
E.F. Benson est l'auteur d'ouvrages très divers : biographies, romans de comédie sociale, notamment le Cycle de Mapp et Lucia, et deux romans parfois qualifiés de policiers : Le Talisman des Vail (1929) et The Blotting Book (1908). Mais il demeure surtout connu aujourd'hui pour ses romans et nouvelles fantastiques : genre qu'il aborde dès 1895 avec The Judgement Books et auquel il sacrifie la plus grande partie de son œuvre.

## Œuvre

### Romans

#### SérieMapp et Lucia
- Queen Lucia (1920) Publié en français sous le titre Queen Lucia, Paris, Salvy, 1990 ; réédition, Paris, 10/18 no 2701, 1996
- Miss Mapp (1922) Publié en français sous le titre Miss Mapp, Paris, Salvy, 1992 ; réédition, Paris, 10/18 no 2759, 1996
- Lucia in London (1927) Publié en français sous le titre Lucia à Londres, Paris, Salvy, 1991 ; réédition, Paris, 10/18 no 2702, 1996
- Mapp and Lucia (1931) Publié en français sous le titre Mapp et Lucia, Paris, Salvy, 1993 ; réédition, Paris, 10/18 no 2855, 1997
- Lucia's Progress (1935) Publié en français sous le titre La Gloire de Lucia, Paris, Salvy, 1994 ; réédition, Paris, 10/18 no 2892, 1997

aussi connu sous le titre Worshipful Lucia.
- Trouble for Lucia (1939) Publié en français sous le titre Les malheurs de Lucia, Paris, Salvy, 1995 ; réédition, Paris, 10/18 no 2929, 1998

Note : La série comprend deux nouvelles :
- The Male Impersonator (1929)
- Desirable Residences (1937)

#### Autres romans
- Dodo: A Detail of the Day (1893)
- The Rubicon (1894)
- The Judgement Books (1895)
- Limitations (1896)
- The Babe, B.A. (1897)
- The Money Market (1898)
- The Vintage (1898)
- The Capsina (1899)
- Mammon and Co. (1899)
- The Princess Sophia (1900)
- The Luck of the Vails (1901) Publié en français sous le titre Le Talisman des Vail, Paris, Librairie des Champs-Élysées, Le Masque no 38, 1929
- Scarlet and Hyssop (1902)
- An Act in a Backwater (1903)
- The Book of Months (1903)
- The Relentless City (1903)
- The Valkyries (1903)
- The Challoners (1904)
- The Angel of Pain (1905)
- The Image in the Sand (1905)
- The House of Defence (1906)
- Paul (1906)
- Sheaves (1907)
- The Blotting Book (1908)
- The Climber (1908)
- A Reaping (1909)
- Daisy's Aunt (1910)
- The Osbornes (1910)
- Account Rendered (1911)
- Juggernaut (1911)
- Mrs. Ames (1912)
- Dodo's Daughter (1913)
- Thorley Wier (1913)
- The Weaker Vessel (1913)
- Arundel (1914)
- Dodo the Second (1914)
- The Oakleyites (1915)
- Mike (1916)
- David Blaize (1916)
- The Freaks of Mayfair (1916) (portraits)Publié en français sous le titre Snobs, Paris, Salvy, 1998 ; réédition, Paris, 10/18 no 3089, 1999
- An Autumn Sowing (1917)
- Mr. Teddy (1917)
- David Blaize and the Blue Door (1918)
- Up and Down (1918)
- Across the Stream (1919)
- Robin Linnet (1919)
- Dodo Wonders (1921)
- Lovers and Friends (1921)
- Peter (1922)
- "And the Dead Spake--" and The Horror Horn (1922)
- Colin: A Novel (1923)
- David of King's (1924)
- Alan (1924)
- Expiation (1924)
- Colin II (1925)
- Rex (1925)
- A Tale of an Empty House (1925)
- Mezzanine (1926)
- Pharisees and Publicans (1926)
- The Inheritor (1930)
- Secret Lives (1932)
- Travail of Gold (1933)
- Raven's Brood (1934)

### Nouvelles et recueils de nouvelles
- Caterpillars (1912)
- The Room in the Tower (1912) Publié en français sous le titre La Chambre dans la tour, Paris, Librairie des Champs-Élysées, coll. Le Masque fantastique no 7, 1978 Note : En lieu et place du recueil original, l'édition française propose sous ce titre un choix de dix nouvelles puisées dans quatre recueils différents : La Chambre dans la tour, Mrs Anworth, Et nul oiseau ne chante, Negotium perambulans, Home sweet home, Le Sanctuaire, Les Chenilles, La Maison du coin, Le Visage, Les Singes.
- The Countess of Lowndes Square, and Other Stories (1920)
- Visible and Invisible (1924)

- Spook Stories (1928)

- More Spook Stories (1934) :

- The Confession of Charles Linkworth (1938)
- The Return of Sherlock Holmes nouvelle coécrite avec E. H. Miles publiée dans The Mad Annual (1903) et traduite en français dans Les Avatars de Sherlock Holmes (Rivages/Noir Payot 2017)

### Biographies et mémoires
- Sketches from Marlborough (1888)
- Winter Sports in Switzerland (1913)
- Crescent and Iron Cross  (1918)
- Our Family Affairs, 1867–1896 (1920)
- Mother (1925)
- Sir Francis Drake (1927)
- The Life of Alcibiades (1928)
- As We Were: A Victorian Peepshow (1930)

- As We Are (1932)
- Charlotte Brontë (1932)
- King Edward VII (1933)
- The Outbreak of War, 1914 (1933)
- Queen Victoria (1935)
- The Kaiser and English Relations (1936)
- Charlotte, Anne and Emily Brontë (1936)
- Final Edition: Informal Autobiography (1940)

## Sources
- Jacques Baudou et Jean-Jacques Schleret, Le Vrai Visage du Masque, vol. 1, Paris, Futuropolis, 1984, 476 p. (OCLC 311506692), p. 58.
- Anne Martinetti, "Le Masque" : histoire d'une collection, Amiens, Encrage, coll. « Références » (no 3), 1997, 143 p. (ISBN 978-2-906389-82-3).